# Kama Zboralska
Kama Zboralska (ur. 1955 w Warszawie) – polska dziennikarka, mecenas sztuki współczesnej.
Ukończyła studia na Wydziale Zarządzania Uniwersytetu Warszawskiego oraz podyplomowe studia dziennikarskie. Była dziennikarką w tygodnikach: „itd”, „Razem”, „Wprost”, „Bussinesman Magazine”, „Uroda”, „Gentleman”. Współtworzyła audycje telewizyjne, m.in.: „Męski striptiz”, „Tabu”, „Mieszane uczucia”, „Gorączka”.
Od 1988 r., tj. od wystawy Arsenał '88, podjęła się roli mecenasa i promotora początkujących artystów sztuki współczesnej. Autorka przewodników po galeriach sztuki, inicjatorka rankingu polskich artystów Kompas Sztuki.
Członkini Komisji Kultury Polskiego Komitetu Olimpijskiego (2006–2023). Należy do grona inicjatorów powstania galerii sztuki współczesnej Galeria (-1), prowadzonej przez PKOl. Od 2012 roku jest dyrektorką artystyczną Warszawskich Targów Sztuki.
Prowadzi wykłady dotyczące rynku sztuki na Wydziale Sztuki Mediów Akademii Sztuk Pięknych w Warszawie.

## Nagrody
- Srebrny i złoty medal „Za zasługi dla polskiego ruchu  olimpijskiego” przyznane przez PKOl[4]
- Nagroda „Kolekcjonerstwo – nauka i upowszechnianie” im. Feliksa „Manggha” Jasieńskiego za rok 2021, w kategorii dziennikarz[5]
- Nagroda „Ambasador Promocji Sztuki” przyznana przez Instytut Biznesu (2022)[4]

## Wybrane publikacje książkowe
- 2003: Sztuka inwestowania w sztukę. Przewodnik po galeriach sztuki 2004, ISBN 83-89217-43-0
- 2006: Przewodnik po galeriach sztuki 2006. Sztuka inwestowania w sztukę, t. 2, ISBN 83-89217-82-1
- 2012: Olimpijskie konkursy sztuki Wawrzyny Olimpijskie (praca zbiorowa), ISBN 978-83-62045-14-3
- 2013: Przewodnik po galeriach sztuki. Sztuka inwestowania w Sztukę, t. 3 ISBN 83-86244-27-5
- 2016: Galeria (-1) Polski  Komitet Olimpijski. Wystawy sztuki współczesnej 2006–2016, ISBN 978-83-942901-2-2
- 2019: 101 polskich artystów  współczesnych. Wybitnych, uznanych, debiutujących,  ISBN 978-83-61706-52-6
- 2022: Kierunek Sztuka[6]